# 洪逊霍
洪逊霍，另译洪顺发，柬埔寨卫生部大臣（即部长），奉辛比克党党员。洪逊霍是第三代柬埔寨华人，祖先来自潮州，姓氏为杨。